# Nikola Antunac
Nikola Antunac (Karlovac, 23. kolovoza 1950. - kod Han Ploča, 27. lipnja 1972.), bio je hrvatski politički emigrant i revolucionar.
Bio je članom Hrvatskog revolucionarnog bratstva koji je bio u Bugojanskoj skupini.
Poginuo je u borbi s jugoslavenskim vlastima u kod Han Ploča, iznad prometnice Gračanica - Uskoplje 27. lipnja 1972. godine.